# Hanna (Indiana)
 (juillet 2025).
Pour les articles homonymes, voir Hanna.
Hanna est une census-designated place située dans le comté de LaPorte, dans l’État de l'Indiana, aux États-Unis. Lors du recensement de 2020, elle compte 450 habitants.